# Picrorrhyncha atribasis
Picrorrhyncha atribasis är en fjärilsart som beskrevs av Diakonoff 1950. Picrorrhyncha atribasis ingår i släktet Picrorrhyncha och familjen Carposinidae. Inga underarter finns listade i Catalogue of Life.